# Lampaul-Ploudalmézeau
Lampaul-Ploudalmézeau (en bretó Lambaol-Gwitalmeze) és un municipi francès, situat a la regió de Bretanya, al departament de Finisterre. L'any 2006 tenia 674 habitants.

## Demografia
| 1962                                       | 1968 | 1975 | 1982 | 1990 | 1999 |
| ------------------------------------------ | ---- | ---- | ---- | ---- | ---- |
| 594                                        | 516  | 538  | 548  | 595  | 606  |
| Des de 1962: població sense dobles comptes |      |      |      |      |      |

## Administració
| Període | Identitat          | Partit |
| ------- | ------------------ | ------ |
| 2008-   | Patrice Cottebrune |        |

## Educació
La primera escola Diwan fou creada a Lampaul-Ploudalmézeau el 1977 a iniciativa de Reun L'Hostis, amb Denez Abernot com a director.